# Polaris (Kurzgeschichte)

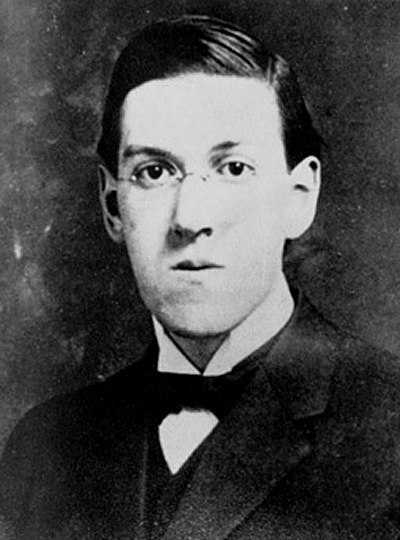
H. P. Lovecraft, Fotografie aus dem Jahre 1915

Polaris (englisch Polaris) ist der Titel einer frühen Kurzgeschichte H. P. Lovecrafts, die im Frühling oder Sommer 1918 geschrieben und im Dezember 1920 im Amateurmagazin Philosopher gedruckt wurde. Im Dezember 1937 wurde sie im Pulp-Magazin Weird Tales veröffentlicht und 1939 in den ersten Band des Verlags Arkham House aufgenommen.
Eine deutsche Übersetzung von Michael Walter erschien 1982 im 71. Band der Phantastischen Bibliothek des Suhrkamp Verlags.
Sie gehört zur Gruppe der Fantasy-Geschichten und schildert, wie ein namenloser Ich-Erzähler vom Licht des Polarsterns verfolgt wird, träumend in ein mythisches Land reist und schließlich damit konfrontiert wird, dass auch seine wirkliche Welt ein Traum zu sein scheint, aus dem er nicht erwachen kann.
Mit Polaris führte Lovecraft Elemente ein, die er in den kommenden Jahren mehrfach verarbeiten sollte. Neben der Region Lomar sind dies die „Pnakotischen Manuskripte“, ein fiktives Buch, das später in den Bergen des Wahnsinns, dem leuchtenden Trapezoeder und vielen anderen Werken erwähnt wird.

## Inhalt

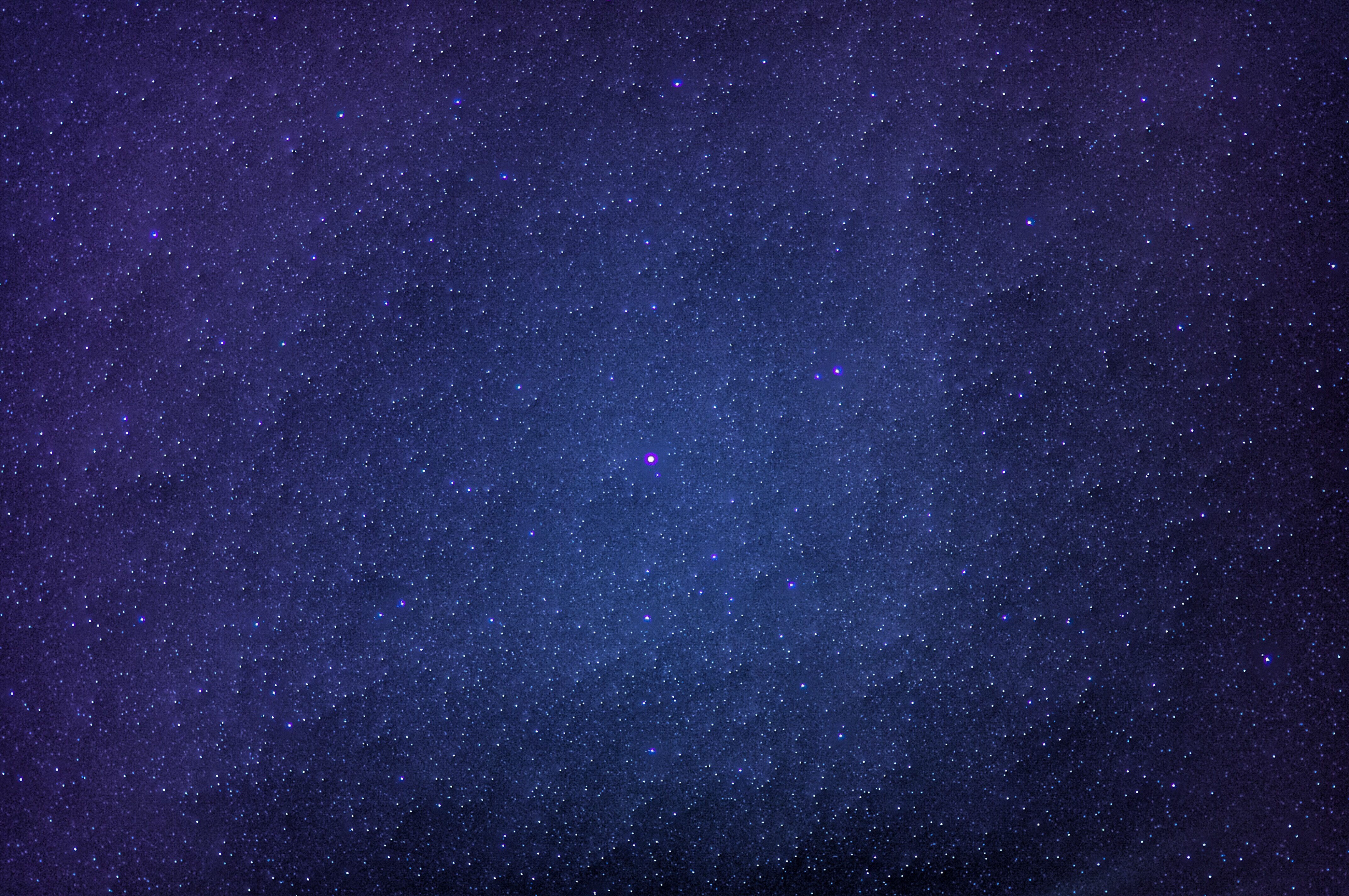
Polaris

Durch ein Nordfenster erblickt der Erzähler Polaris, der mit seinem „glühenden Licht“ unbeweglich zu sein scheint, während Sternbilder des Nordhimmels wie der Große Bär und Kassiopeia sich zu bewegen scheinen. In der Morgendämmerung sieht er Arktur über einem Friedhof blinken und weit im Osten das Haar der Berenike geisterhaft schimmern, während ihn der unbewegliche Nordstern „wie ein irr-wachendes Auge“ anschielt, als wollte er eine Botschaft übermitteln. Als sich der Himmel nach einem blitzenden Nordlicht endlich bewölkt, schläft er ein und träumt, er durchstreife das Land Lomar und die Marmorstadt Olathoe mit ihren bleichen Mauern, Türmen, Säulen und Kuppeln. Bald erkennt er nobel gekleidete Männer, deren Sprache er versteht, obwohl er sie nie zuvor gesprochen hat.
Nach dem Erwachen geht ihm der Traum nicht aus dem Sinn, und bald möchte er seinen körperlosen Zustand verlassen, um mit den „würdevollen bärtigen Männern“ in Kontakt treten und seine Meinung äußern zu können. Endlich spürt er die Veränderung, findet sich physisch inmitten des Volkes und wieder scheint er kein Fremder zu sein.
Sein Freund Alos, Befehlshaber der Streitkräfte, spricht von der Bedrohung Lomars durch die vorrückenden Inutos, „untersetzte höllische gelbe Teufel“, die das Reich verheeren und die Städte belagern.
Die rücksichtslosen Krieger werden nicht von Ehrbegriffen zurückgehalten, die das Volk der Lomarianer hemmt. Um die Männer Olathoes in den Kampf schicken zu können, gemahnt Alos sie an die Tradition und erinnert an die Vorfahren, die sich den „langarmigen Kannibalen“ tapfer entgegenwarfen. Er will den hinfälligen, zu Ohnmachten neigenden Erzähler nicht an der Kriegsfront, weist ihm aber die wichtige Rolle zu, die Hauptstadt von einem Turm aus zu bewachen, denn trotz vieler Stunden über den „Pnakotischen Manuskripten“ hat er die schärfsten Augen in der Stadt.
So ersteigt er den Wachturm, um von dort aus ein Feuerzeichen zu geben und die Soldaten zu warnen, sollten die Inutos sich nähern. Da er seit Tagen nicht geschlafen hat, wird er von einer bleiernen Müdigkeit überwältigt und kämpft verzweifelt gegen den Schlaf. Durch einen Spalt im Dach funkelt der Polarstern und schielt ihm „wie ein böser Feind und Versucher“ entgegen. Mit hypnotischer Monotonie flüstert er ihm Verse zu, um ihn in den Schlaf zu lullen: „Schlummre, Wächter, lass die Sphären / Kreisen und mich wiederkehren / Nach gut zwanzigtausend Jahr’ / An den Ort, wo ich jetzt war.“ So sinkt er in einen Schlaf, und als er scheinbar erwacht, wird ihm bewusst, dass er noch immer träumt und durch sein Fenster auf die „grausig schwankenden Bäume eines Traumsumpfs“ sehen kann. Er fleht die Traumgeschöpfe an, ihn zu wecken, bevor die Inutos die Stadt einnehmen können, wird aber nicht erhört. Lomar würde einzig in seiner Einbildung existieren, die Region sei seit Äonen von Eis bedeckt und nur von „gelben Wesen“ bewohnt, den „Eskimos“. Er wird von Schuldgefühlen gepeinigt, Olathoe verraten zu haben und spürt, dass der Polarstern ihn erneut anblinzelt.

## Entstehung
Die Anregung für Polaris war eine brieflich ausgetragene Kontroverse mit seinem Freund Maurice W. Moe, den er später in seiner satirischen Kurzgeschichte Das Unnennbare in der Figur des Joel Manton porträtieren würde. Auch hier ging es um weltanschauliche und religiöse Fragen. Im Mai 1918 hatte er ihm von einem Traum geschrieben, der den Keim der Erzählung bildet. Er fand sich in einer seltsamen Stadt mit „Palästen und goldenen Kuppeln“ wieder, die von „schrecklichen Hügelketten“ umgeben war. Körperlos durchstreifte er sie und glaubte, sie früher einmal gekannt zu haben. Er kämpfte darum, sich an sie zu erinnern, um so Jahrtausende in die Vergangenheit zu einem Zeitpunkt reisen zu können, an dem etwas Schreckliches geschehen sein musste.
Viele Details des Traums finden sich in der Geschichte wieder. So ist der Ich-Erzähler anfangs zufrieden, sich körperlos bewegen und die Szene beobachten zu können, will dann aber physisch mit dem Volk in Kontakt treten. Dass er eine unbekannte Katastrophe befürchtet und mit der Vergangenheit verbunden zu sein scheint, sind weitere Parallelen.
Moe war davon überzeugt, religiöse Vorstellungen seien unabhängig von Wahrheitsfragen für die moralische und gesellschaftliche Ordnung wichtig. Lovecraft, dem es darauf ankam, Unterschiede „zwischen Traum und Wirklichkeit [...] Schein und Sein“ nachzuweisen, reagierte darauf stellenweise polemisch und schrieb, dieser Pragmatismus führe dazu, seine nächtliche Vision für so real halten zu müssen wie bewusste Wahrnehmungen im Wachzustand. Spielten Wahrheitsfragen keine Rolle mehr, wäre er „unstreitig ein unkörperlicher Geist, der über einer seltsamen [...] sehr alten Stadt irgendwo zwischen grauen, toten Hügeln schwebt.“ Diese Reductio ad absurdum findet sich auch in der Geschichte, als der Ich-Erzähler beschließt, mit den Lomarianern in Kontakt zu treten und sich sagt, er träume nicht. So könne er die „größere Realität“ des anderen Lebens beweisen, das er in dem Haus verbringt, durch dessen Nordfenster ihn der Polarstern beobachtet.
So kann es als Spitze gegen Moe interpretiert werden, dass der Ich-Erzähler seinen Traum schließlich für die Wirklichkeit, die Wirklichkeit und sein bisheriges Leben hingegen für einen Traum hält.

## Hintergrund und Rezeption

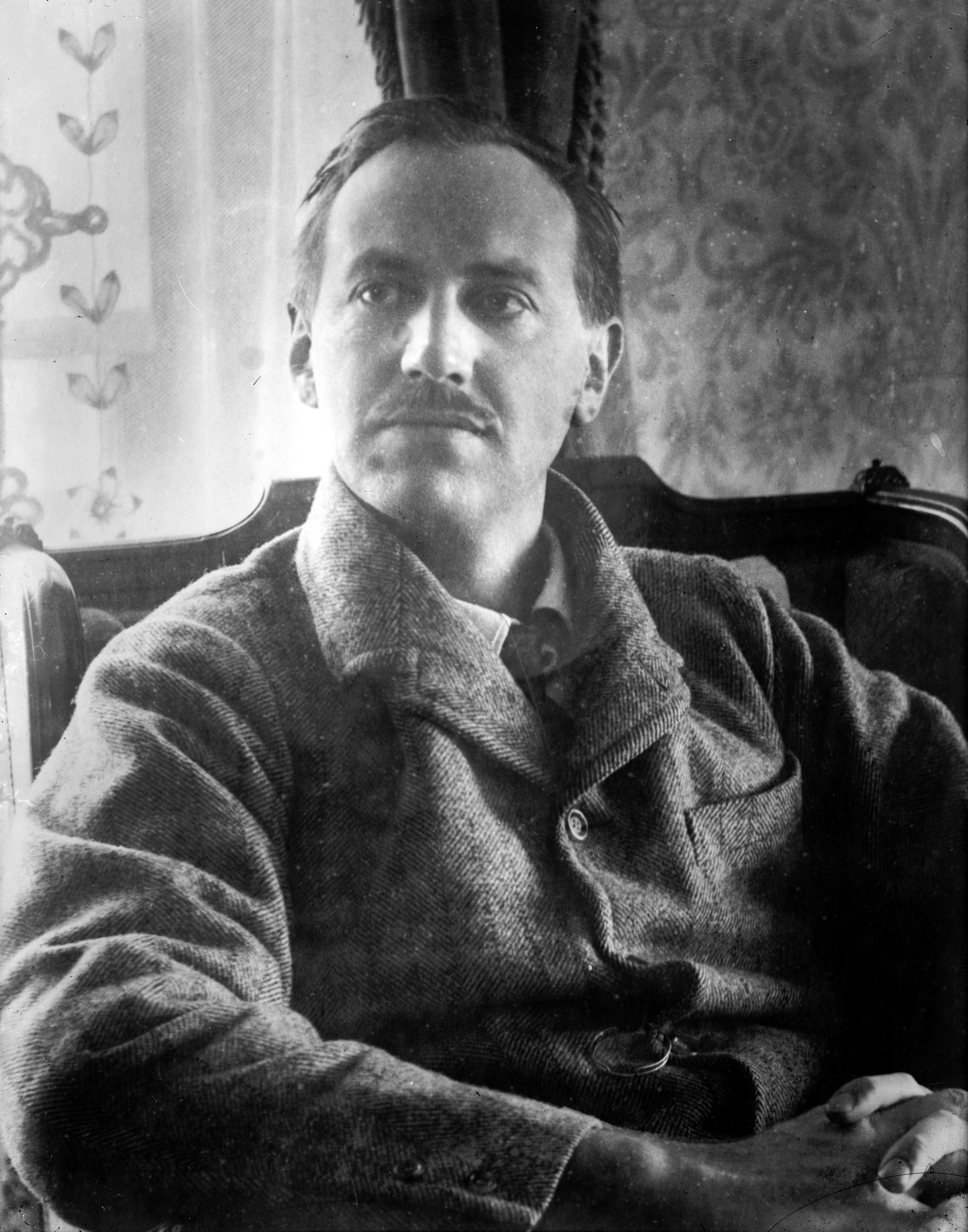
Lord Dunsany

Nach Auffassung Sunand T. Joshis malte Lovecraft in Polaris keine Traumphantasie aus, sondern eine psychologische Besessenheit durch einen Ahnen, wie bereits in seiner 1917 verfassten Kurzgeschichte Das Grab (The Tomb). Mit dem in die Geschichte eingeflochtenen Gedicht spiele er auf das Große Jahr oder Weltjahr an, das bereits in der Antike bekannt war und von Platon in seinem Dialog Timaios behandelt wurde, wenn es sich dort auch auf den Weltzyklus bezog, nach dem die Planeten wieder in einem Anfangspunkt zusammentreffen. Damit deute Lovecraft eine Zeitspanne von etwa 26.000 Jahren an, mit welcher der Ich-Erzähler in die Vergangenheit reist, um sich dort mit seinem Vorfahren zu vereinen.
Aus diesem Grund ist Lomar keine Traumregion, sondern ein prähistorisches Gebiet, das in der Arktis liegen muss, wie durch zahlreiche Andeutungen erkennbar ist. So sind die in der Geschichte erwähnten, unter dem Polarstern wohnenden Eskimos Nachfahren der Inutos, zumal er mit diesem Namen auf die Selbstbezeichnung Inuit anspielen wollte.
Die Differenzierung sei wichtig, da einige Werke Lovecrafts als „Traumerzählungen“ interpretiert werden, obwohl nur zwei dieser Klassifizierung entsprechen würden: Die Traumsuche nach dem unbekannten Kadath und Celephais.
Auffällig sind Parallelen der Kurzgeschichte zum Werk Lord Dunsanys, das Lovecraft erst ein Jahr später entdeckte. Er selbst ging 1927 auf die Ähnlichkeiten ein und schrieb, seine Kurzgeschichte sei vor allem deswegen interessant, weil er sie bereits „1918 schrieb, bevor ich auch nur eine einzige Zeile von Lord Dunsany gelesen hatte.“ Zwar gebe es Menschen, die dies nicht glauben könnten, aber er könne nicht nur „sein Wort darauf geben, sondern es hieb- und stichfest beweisen. Es handelt sich schlicht um den Fall einer ähnlichen Sichtweise auf das Unbekannte und eines ähnlichen Vorrats an mythischen und historischen Motiven.“
Dies sei der Grund für die übereinstimmende Atmosphäre und Bearbeitung des Traum-Themas sowie die „artifizielle Begrifflichkeit“.

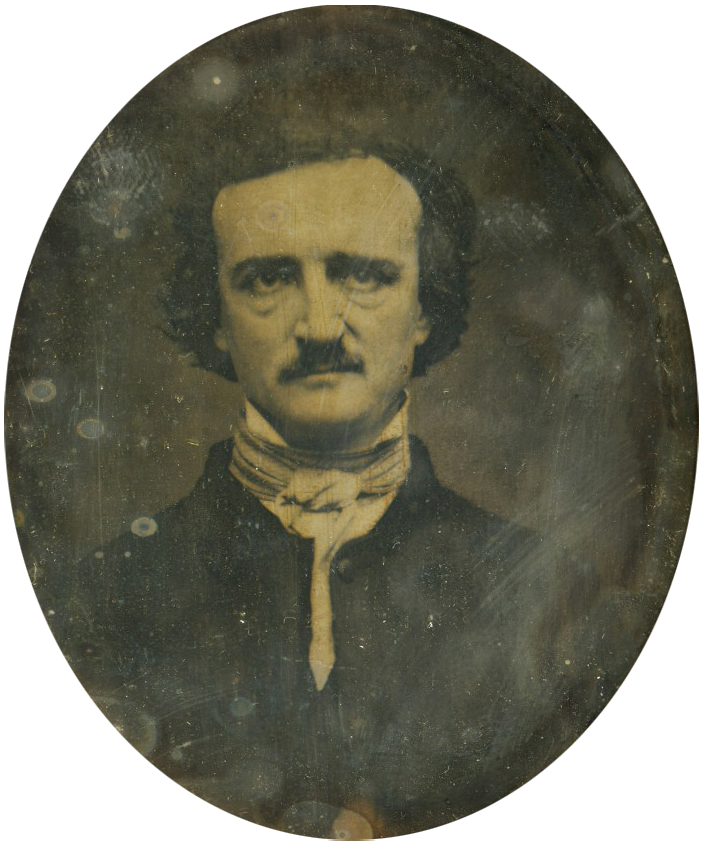
Edgar Allan Poe

Für die Ähnlichkeit kann es weitere Gründe geben. Beide Schriftsteller waren von Edgar Allan Poe beeinflusst, mag dies bei Lovecraft auch offensichtlicher sein. Dunsany gestand in seiner Autobiographie, bereits in jungen Jahren in den Bann Poes geraten zu sein. In einer Schulbibliothek entdeckte und las er dessen Erzählungen, „und die gespenstische Trostlosigkeit und unheimliche Düsternis der nebligen Gründe von Weir blieben für viele Jahre etwas, das mir schauerlicher als alles andere auf der Welt erschien...“
Ließ Lovecraft sich vor allem von Horrorgeschichten wie Der schwarze Kater, Der Untergang des Hauses Usher und Ligeia beeinflussen, waren es für Dunsany eher die Prosagedichte und andere Texte, die neben Impulsen durch die King-James-Bibel die farbige Sprache seines Frühwerkes prägten.
Für Marco Frenschkowski zeigt Polaris, dass ihn das Vorbild Dunsany nur in die Richtung bewegte, die bereits in ihm angelegt war.
In dem Essay Supernatural Horror in Literature widmete Lovecraft seinem Vorbild ein eigenes Kapitel und beschrieb dessen schmuckvolle Prosa, die mit ihrem „archaischen und orientalischen Stil“, den „Wiederholungen nach biblischem Vorbild und wiederkehrenden Leitmotiven“ einen starken Einfluss auf spätere Schriftsteller wie „Oscar Wilde und Lord Dunsany“ gehabt habe.
Während einige Kritiker auf die erzählerische Unstimmigkeit hinwiesen, ausgerechnet jemanden für den Wachdienst einzuteilen, der zu Ohnmachten neigt, fällt dies laut Joshi nicht sonderlich ins Gewicht. Lovecraft habe mit beschwörendem Rhythmus und dezentem Pathos ergreifend beschrieben, wie jemand Traum und Realität zu verwechseln scheint.

## Textausgaben (Auswahl)
- Philosopher, Dezember 1920
- National Amateur, Mai 1926
- Weird Tales, Dezember 1937
- The Outsider and Others, Arkham House, 1939
- Dagon and Other Macabre Tales, 1986

- In der Gruft und andere makabre Geschichten.  Deutsch von Michael Walter, Band 71 der Phantastischen Bibliothek, Frankfurt 1982